# حلقه جاسوسی پورتلند
حلقه جاسوسی پورتلند یک گروه جاسوسی به سود شوروی بود که بین سال‌های ۱۹۵۳ تا ۱۹۶۱ در بریتانیا فعالیت می‌کرد. این گروه شامل پنج نفر بود: دو تبعه بریتانیا، «هری هاوتون» و «اتل گی»، و سه مامور شوروی که با هویت‌های جعلی فعالیت می‌کردند. هاوتون و گی در «مرکز تسلیحات زیرآبی نیروی دریایی سلطنتی» (AUWE) در جزیره پورتلند، دورست، کار می‌کردند و به اسناد محرمانه نظامی دسترسی داشتند. این اطلاعات حساس به «کونون مولودی» (با نام مستعار گوردون لونسدیل) که مسئول اصلی گروه بود، تحویل داده می‌شد. لونسدیل مدارک را به «لونا» و «موریس کوهن» منتقل می‌کرد، که به عنوان فروشندگان کتاب‌های عتیقه، مدارک را به مسکو می‌فرستادند.
این شبکه در سال ۱۹۶۰ پس از افشای اطلاعات توسط «مایکل گلنیوسکی»، جاسوس لهستانی فراری، شناسایی شد. با نظارت MI5 (سرویس ضدجاسوسی داخلی بریتانیا)، ارتباط هاوتون و گی با لونسدیل و سپس با کوهن‌ها مشخص شد. در ژانویه ۱۹۶۱ همه اعضای گروه دستگیر و در مارس همان سال محاکمه شدند. احکام زندان آن‌ها از ۱۵ تا ۲۵ سال متغیر بود. لونسدیل در سال ۱۹۶۴ در تبادل جاسوس با یک تاجر بریتانیایی آزاد شد. کوهن‌ها نیز در سال ۱۹۶۹ با «جرالد بروک» مبادله شدند و هاوتون و گی در سال ۱۹۷۰ به طور مشروط آزاد شدند.
در آن زمان، جزیره پورتلند به مرکز تحقیقات تسلیحات دریایی بریتانیا تبدیل شده بود. در این مرکز، از جمله روی فناوری‌های پنهانکاری زیردریایی و توسعه سونار قدرتمند «نوع ۲۰۰۱» که روی نخستین زیردریایی اتمی بریتانیا (*HMS Dreadnought*) نصب شد، کار می‌شد.
کونون مولودی، مامور اطلاعاتی شوروی، پس از تحصیل در آمریکا و بازگشت به شوروی، به عنوان جاسوس بدون مصونیت دیپلماتیک آموزش دیده بود. او با هویت کانادایی «گوردون لونسدیل» در سال ۱۹۵۵ وارد بریتانیا شد و شرکتی در زمینه اجاره دستگاه‌های فروش اتوماتیک تأسیس کرد که بهانه سفرهایش به اروپا و ملاقات با عوامل شوروی بود.
هاوتون که از ۱۹۵۳ دوباره جذب شوروی‌ها شده بود، با دوربین کوچکی هزاران صفحه سند محرمانه را عکاسی کرد. این اسناد شامل اطلاعات مربوط به کاهش صدای ملخ زیردریایی‌ها، کشف زیردریایی‌های پرسرعت، و جزئیات ساخت زیردریایی‌های اتمی بود. او به رغم دستورات لونسدیل، گی را نیز در جاسوسی وارد کرد. در عوض حجم اطلاعات تحویلی، هاوتون مبالغی چون ۵۰۰ پوند دریافت می‌کرد، که بسیار بیشتر از حقوق سالانه‌اش بود.
پس از افشای این ماجرا، کمیته‌ای به ریاست «سر چارلز رومر» در مارس ۱۹۶۱ تشکیل شد. بررسی‌ها نشان داد که کمبود شدید آگاهی امنیتی در مرکز وجود داشته و اسناد محرمانه گاه بدون کنترل از ساختمان خارج می‌شده‌اند. گزارش نهایی رومر در ژوئن ۱۹۶۱ منتشر شد و مسئولیت‌های متعددی را متوجه مقامات محلی، نیروی دریایی و MI5 دانست. 
این رسوایی با دستگیری بعدی «جورج بلیک»، مامور MI6 که برای شوروی جاسوسی می‌کرد، عمیق‌تر شد و منجر به بررسی گسترده‌تر امنیت ملی توسط کمیته‌ای جدید به ریاست «لرد رادکلیف» گردید. گزارش رومر صریح و بی‌طرفانه توصیف شد و از آن به عنوان "سفیدکاری" یاد نشد.